# Nuisement-sur-Coole
Nuisement-sur-Coole (/nɥizmɑ̃syʁkɔl/) est une commune française située dans le département de la Marne, en région Grand Est.

## Géographie

### Localisation
Nuisement-sur-Coole se trouve au centre-sud du département de la Marne, en région Grand Est. La commune appartient à la région agricole de la Champagne crayeuse.
La commune de Nuisement-sur-Coole s'étend sur une superficie de 1 513 hectares. Sur son territoire, l'altitude varie de 89 à 153 mètres. Son point culminant se trouve au sud-ouest de la commune, entre la Fin de Soudron et le Mont de Cheniers. Le village de Nuisement-sur-Coole se trouve au nord-est du territoire, dans la vallée de la Coole entre Écury-sur-Coole au nord et Breuvery-sur-Coole au sud.
Par la route, Nuisement-sur-Coole se situe à 12 km de Châlons-en-Champagne, préfecture de la Marne, à 56 km de Reims, à 77 km de Troyes, et à 14 km de Saint-Germain-la-Ville, siège de la communauté de communes de la Moivre à la Coole dont Nuisement-sur-Coole fait partie. La commune fait en outre partie du bassin de vie de Châlons-en-Champagne.
Nuisement-sur-Coole est limitrophe de 4 communes :
| Cheniers |                     | Écury-sur-Coole    |
|          | Nuisement-sur-Coole |                    |
| Soudron  |                     | Breuvery-sur-Coole |

### Hydrographie
La commune est dans la région hydrographique « la Seine de sa source au confluent de l'Oise (exclu) » au sein du bassin Seine-Normandie. Elle est drainée par la Coole,.
La Coole, d'une longueur de 30 km, prend sa source dans la commune de Coole et se jette dans la Marne à Compertrix, après avoir traversé dix communes. Les caractéristiques hydrologiques de la Coole sont données par la station hydrologique située sur la commune de Nuisement-sur-Coole. Le débit moyen mensuel est de 0,557 m3/s. Le débit moyen journalier maximum est de 3,17 m3/s, atteint lors de la crue du 16 mars 2020. Le débit instantané maximal est quant à lui de 3,18 m3/s, atteint le même jour.

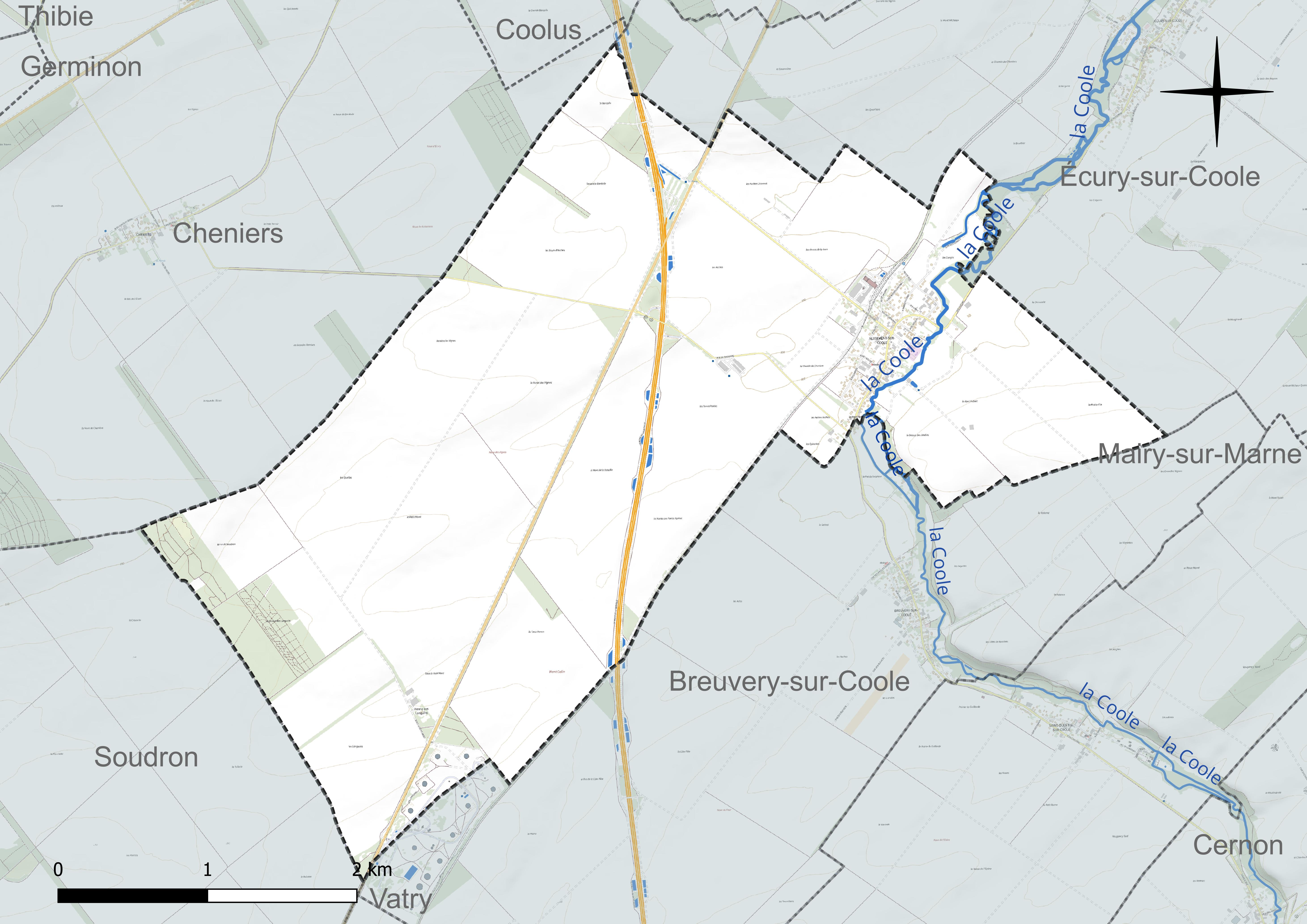
Réseau hydrographique de Nuisement-sur-Coole.

### Climat
Pour des articles plus généraux, voir Climat du Grand Est et Climat de la Marne.
En 2010, le climat de la commune est de type climat océanique dégradé des plaines du Centre et du Nord, selon une étude du Centre national de la recherche scientifique s'appuyant sur une série de données couvrant la période 1971-2000. En 2020, Météo-France publie une typologie des climats de la France métropolitaine dans laquelle la commune est exposée à un climat océanique altéré et est dans la région climatique  Nord-est du bassin Parisien, caractérisée par un ensoleillement médiocre, une pluviométrie moyenne régulièrement répartie au cours de l’année et un hiver froid (3 °C). 
Pour la période 1971-2000, la température annuelle moyenne est de 10,3 °C, avec une amplitude thermique annuelle de 15,8 °C. Le cumul annuel moyen de précipitations est de 672 mm, avec 11 jours de précipitations en janvier et 8,2 jours en juillet. Pour la période 1991-2020, la température moyenne annuelle observée sur la station météorologique de Météo-France la plus proche, « Vatry-aéro », sur la commune de Vatry à 8 km à vol d'oiseau, est de 11,0 °C et le cumul annuel moyen de précipitations est de 654,9 mm. 
La température maximale relevée sur cette station est de 41,1 °C, atteinte le 25 juillet 2019 ; la température minimale est de −15,3 °C, atteinte le 1er janvier 1997,,. 
Les paramètres climatiques de la commune ont été estimés pour le milieu du siècle (2041-2070) selon différents scénarios d'émission de gaz à effet de serre à partir des nouvelles projections climatiques de référence DRIAS-2020. Ils sont consultables sur un site dédié publié par Météo-France en novembre 2022.

### Milieux naturels et biodiversité
L'Inventaire national du patrimoine naturel (INPN) recense 510 espèces sur le territoire de la commune, dont 90 espèces protégées et 44 espèces menacées.
Nuisement-sur-Coole compte une zone naturelle d'intérêt écologique, faunistique et floristique (ZNIEFF) de type II sur son territoire. Au sud-ouest de la commune, la ZNIEFF des « pinèdes et chênaies thermophiles du plateau de Cheniers » regroupe les dernières pinèdes et chênaies thermophiles en bon état du secteur. Les pinèdes sont dominées par le pin sylvestre et le pin noir tandis que les chênaies thermophiles sont dominées par le chêne pubescent. Elles accueillent plusieurs espèces rares dans la région, tant au niveau de la flore que de la faune.

## Urbanisme

### Typologie
Au 1er janvier 2024, Nuisement-sur-Coole est catégorisée commune rurale à habitat dispersé, selon la nouvelle grille communale de densité à sept niveaux définie par l'Insee en 2022.
Elle est située hors unité urbaine. Par ailleurs la commune fait partie de l'aire d'attraction de Châlons-en-Champagne, dont elle est une commune de la couronne,. Cette aire, qui regroupe 97 communes, est catégorisée dans les aires de 50 000 à moins de 200 000 habitants,.

### Occupation des sols
L'occupation des sols de la commune, telle qu'elle ressort de la base de données européenne d’occupation biophysique des sols Corine Land Cover (CLC), est marquée par l'importance des territoires agricoles (90,4 % en 2018), une proportion sensiblement équivalente à celle de 1990 (91 %). La répartition détaillée en 2018 est la suivante : 
terres arables (90,4 %), milieux à végétation arbustive et/ou herbacée (4 %), zones urbanisées (3,4 %), zones industrielles ou commerciales et réseaux de communication (1,7 %), forêts (0,4 %). L'évolution de l’occupation des sols de la commune et de ses infrastructures peut être observée sur les différentes représentations cartographiques du territoire : la carte de Cassini (XVIIIe siècle), la carte d'état-major (1820-1866) et les cartes ou photos aériennes de l'IGN pour la période actuelle (1950 à aujourd'hui).

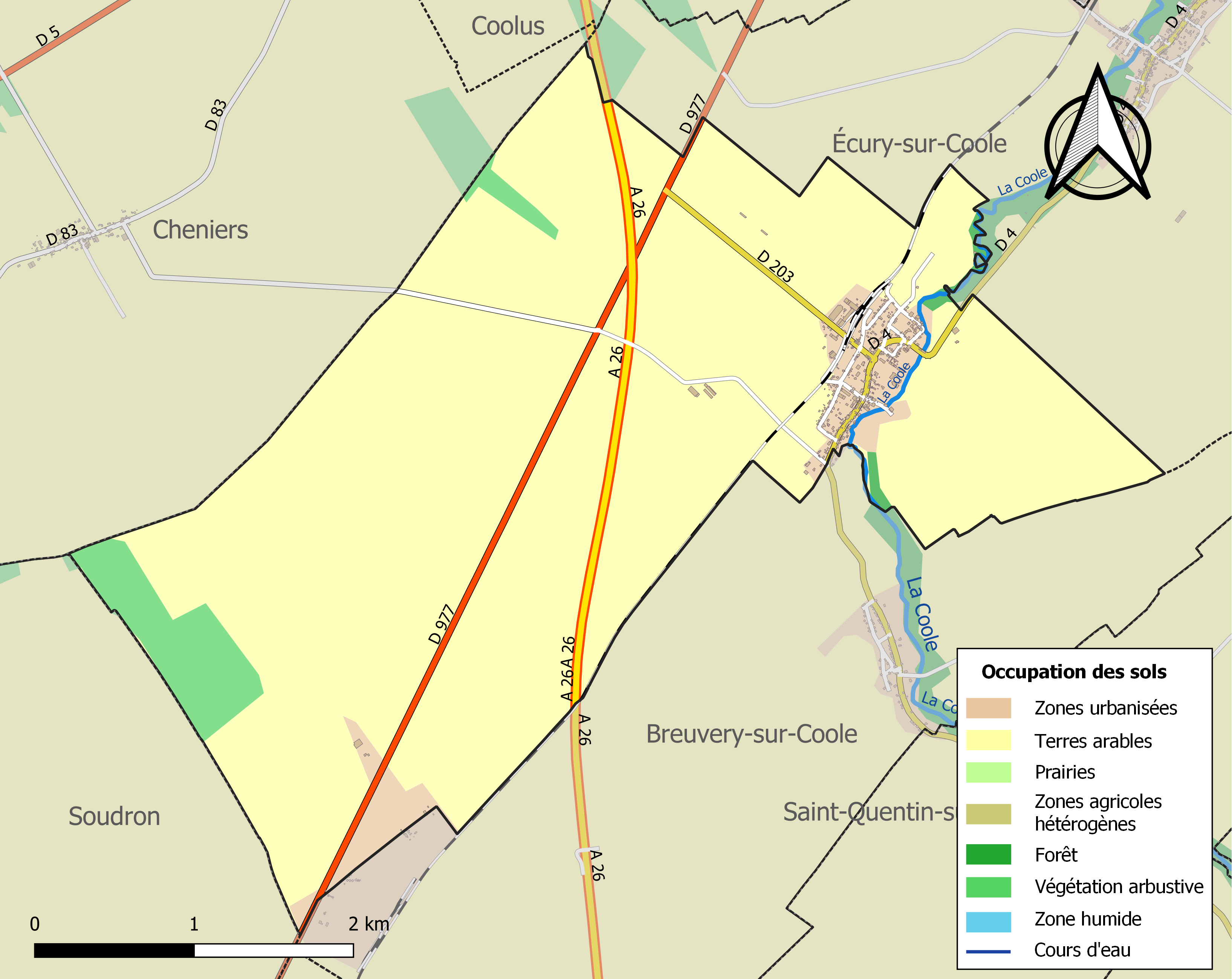
Carte des infrastructures et de l'occupation des sols de la commune en 2018 (CLC).

### Voies de communication et transports
Le village de Nuisement-sur-Coole est traversé par la route départementale 4, qui relie Châlons-en-Champagne à la route nationale 4 en suivant la vallée de la Coole.
La partie occidentale de la commune est traversée par l'ancienne RN 77 (RD 977), reliée au village par la route départementale 203, et par l'autoroute A26. C'est sur le territoire de Nuisement-sur-Coole que se trouve l'aire de repos de la Bardolle.

## Toponymie
Le nom de la localité est attesté sous les formes Nuisement (1173) ; Noisement (1188) ; Nocumentum (1244) ; « La ville de Nuisement près d'Escury-sur-Coole » (1423) ; Nuysement (1556) ; Nuisement-prés-Chaallons (1603) ; Muisement-soubz-Coolle (1636) ; Muisemont-sur-Coolle (1693) ; Ecclesia Sancti Stephani de Novesimento, vulgo Nuisement (1755).
Nuisement vient du latin : nuci montes : le « mont des noyers ». On peut penser que la culture de cet arbre était importante à cet endroit.[réf. nécessaire]
Le village se trouve sur la rive gauche de la Coole, rivière du département de la Marne dont la graphie était encore assez récemment Cosle ou Côle.

## Histoire
À l'origine, le lieu ne comprenait qu'une petite seigneurie : une maison forte entourée de douves, située à l'emplacement de l'actuelle salle des fêtes.

## Politique et administration

### Intercommunalité
La commune, antérieurement membre de la Communauté de communes de la Vallée de la Coole, est membre, depuis le 1er janvier 2014, de la Communauté de communes de la Moivre à la Coole.
En effet, conformément au schéma départemental de coopération intercommunale de la Marne du 15 décembre 2011, cette Communauté de communes de la Moivre à la Coole est issue de la fusion, au 1er janvier 2014, de la Communauté de communes de la Vallée de la Coole, de la Communauté de communes de la Guenelle, de la Communauté de communes du Mont de Noix et de la Communauté de communes de la Vallée de la Craie.

### Liste des maires
| Période                                  | Période                       | Identité             | Étiquette | Qualité                                                                                   |
| ---------------------------------------- | ----------------------------- | -------------------- | --------- | ----------------------------------------------------------------------------------------- |
| Les données manquantes sont à compléter. |                               |                      |           |                                                                                           |
|                                          | 1876                          | M. Doiselet          |           |                                                                                           |
|                                          | après 1877                    | M. Loré              |           |                                                                                           |
| Les données manquantes sont à compléter. |                               |                      |           |                                                                                           |
| juillet 1941                             | 1967                          | Paul Horguelin       |           |                                                                                           |
| 1967                                     | 1974                          | Pierre Félix         |           |                                                                                           |
| 1974                                     | avril 1995                    | Gilbert Lacourt      | DVD       |                                                                                           |
| juin 1995                                | 1er novembre 2010             | Jean-Pol Daumont,    |           | Décédé en fonction                                                                        |
| février 2011                             | En cours (au 20 janvier 2021) | Pascal Vansantberghe |           | Vice-président de la CC de la Moivre à la Coole (2020 → ) Réélu pour le mandat 2020-2026, |

## Équipements et services publics

### Eau et déchets
L'approvisionnement en eau potable et l'assainissement des eaux usées sont des compétences de la communauté de communes de la Moivre à la Coole. La commune de Nuisement-sur-Coole est alimentée en eau potable par le captage du puits « La Côte des Prés » à Coupetz ; l'approvisionnement en eau potable est délégué à Veolia. L'assainissement y est non collectif.
Le service public des déchets est assuré par le Syndicat mixte du Sud-Est Marnais (SYMSEM), qui a mis en place une redevance incitative. La collecte des ordures ménagères résiduelles (en bacs noirs pucés ou en sacs rouges prépayés) et des emballages ménagers recyclables (en sacs jaunes) est réalisée en porte à porte. Le SYMSEM adhérant au syndicat de valorisation des ordures ménagères de la Marne (SYVALOM), ces déchets sont amenés en centre de transfert à Sainte-Menehould ou Vitry-en-Perthois, puis valorisés sur le site de La Veuve. La collecte du verre se fait en apport volontaire, avant transformation dans une usine de Reims. Pour les déchets volumineux ou dangereux, le SYMSEM met à disposition de ses habitants une plateforme de déchets verts et gravats, à Saint-Amand-sur-Fion, ainsi que 12 déchèteries, à Arrigny, Courtisols, Givry-en-Argonne, Mairy-sur-Marne, Pargny-sur-Saulx, Pogny, Sainte-Menehould, Thiéblemont-Farémont, Valmy, Vanault-les-Dames, Villers-en-Argonne et Ville-sur-Tourbe.

### Enseignement

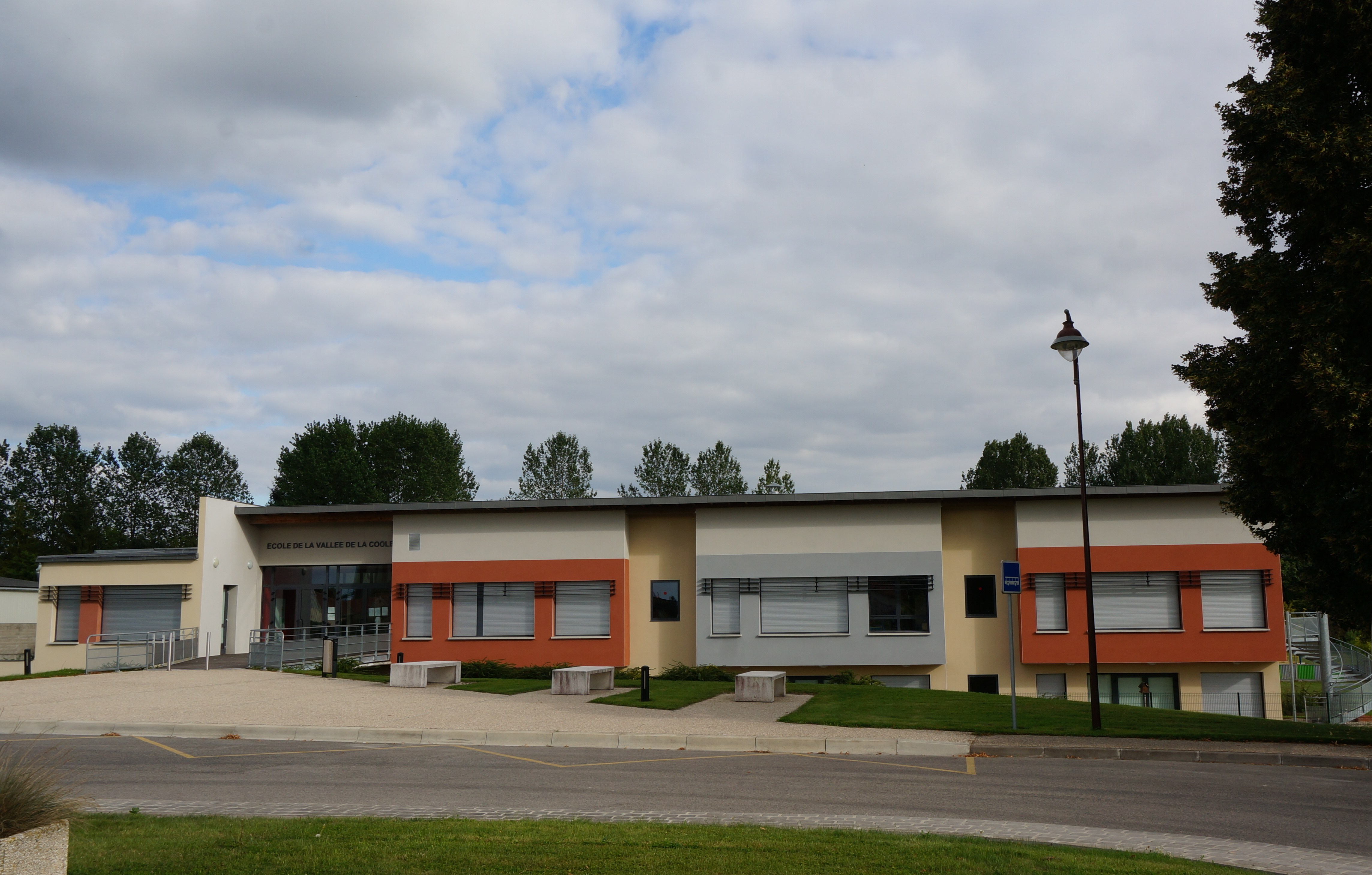
L'école de la Vallée de la Coole.

Nuisement-sur-Coole fait partie de l'académie de Reims.
La commune accueille l'école primaire de la Vallée de la Coole, installée allée des Tilleuls et fréquentée par 150 élèves de classes maternelles et élémentaires (chiffres 2024-2025). Outre les enfants de Nuisement-sur-Coole, elle reçoit ceux de Breuvery-sur-Coole, Cernon, Coupetz, Écury-sur-Coole, Faux-Vésigneul et Saint-Quentin-sur-Coole.
Les jeunes de Nuisement-sur-Coole sont ensuite rattachés au collège Nicolas Appert et au lycée Jean Talon, tous les deux situés à Châlons-en-Champagne.

### Postes et télécommunications
Deux boîtes aux lettres de La Poste se trouvent sur le territoire de la commune, Grande Rue et rue Maria Galland. Les bureaux de poste les plus proches sont situés à Mairy-sur-Marne et Fagnières.

### Justice, sécurité et secours
Du point de vue judiciaire, Nuisement-sur-Coole relève du conseil de prud'hommes, du tribunal de commerce, du tribunal judiciaire, du tribunal paritaire des baux ruraux et du tribunal pour enfants de Châlons-en-Champagne, dans le ressort de la cour d'appel de Reims. Pour le contentieux administratif, la commune dépend du tribunal administratif de Châlons-en-Champagne et de la cour administrative d'appel de Nancy.
Nuisement-sur-Coole est située en secteur Gendarmerie nationale et dépend de la brigade de Vitry-la-Ville.
En matière d'incendie et de secours, la commune dépend du Service départemental d'incendie et de secours (SDIS) de la Marne.

## Démographie
L'évolution du nombre d'habitants est connue à travers les recensements de la population effectués dans la commune depuis 1793. Pour les communes de moins de 10 000 habitants, une enquête de recensement portant sur toute la population est réalisée tous les cinq ans, les populations de référence des années intermédiaires étant quant à elles estimées par interpolation ou extrapolation. Pour la commune, le premier recensement exhaustif entrant dans le cadre du nouveau dispositif a été réalisé en 2008.

En 2022, la commune comptait 385 habitants, en évolution de +9,38 % par rapport à 2016 (Marne : −1,19 %, France hors Mayotte : +2,11 %).
| 1793 | 1800 | 1806 | 1821 | 1831 | 1836 | 1841 | 1846 | 1851 |
| ---- | ---- | ---- | ---- | ---- | ---- | ---- | ---- | ---- |
| 203  | 196  | 173  | 190  | 197  | 197  | 174  | 168  | 174  |

| 1856 | 1861 | 1866 | 1872 | 1876 | 1881 | 1886 | 1891 | 1896 |
| ---- | ---- | ---- | ---- | ---- | ---- | ---- | ---- | ---- |
| 174  | 170  | 163  | 160  | 180  | 194  | 195  | 196  | 181  |

| 1901 | 1906 | 1911 | 1921 | 1926 | 1931 | 1936 | 1946 | 1954 |
| ---- | ---- | ---- | ---- | ---- | ---- | ---- | ---- | ---- |
| 169  | 163  | 169  | 168  | 191  | 190  | 181  | 215  | 182  |

| 1962 | 1968 | 1975 | 1982 | 1990 | 1999 | 2006 | 2008 | 2013 |
| ---- | ---- | ---- | ---- | ---- | ---- | ---- | ---- | ---- |
| 198  | 178  | 202  | 246  | 282  | 270  | 307  | 318  | 337  |

| 2018 | 2022 | - | - | - | - | - | - | - |
| ---- | ---- | - | - | - | - | - | - | - |
| 365  | 385  | - | - | - | - | - | - | - |

## Culture locale et patrimoine

### Lieux et monuments
- Église Saint-Étienne ;
- Monument à Jacques Mabille (1923-1971), scientifique ;
- Monument aux morts.

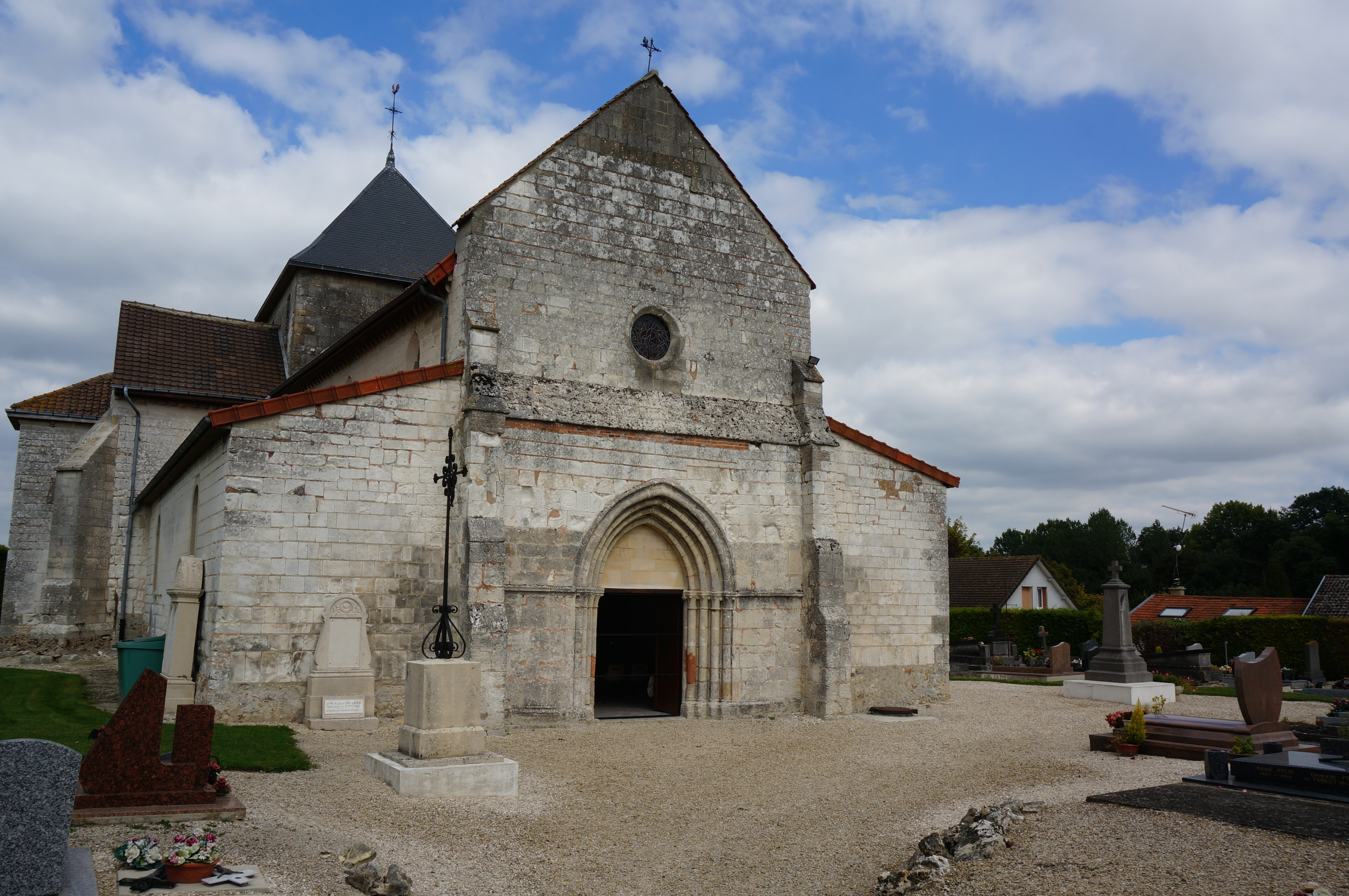
L'église.
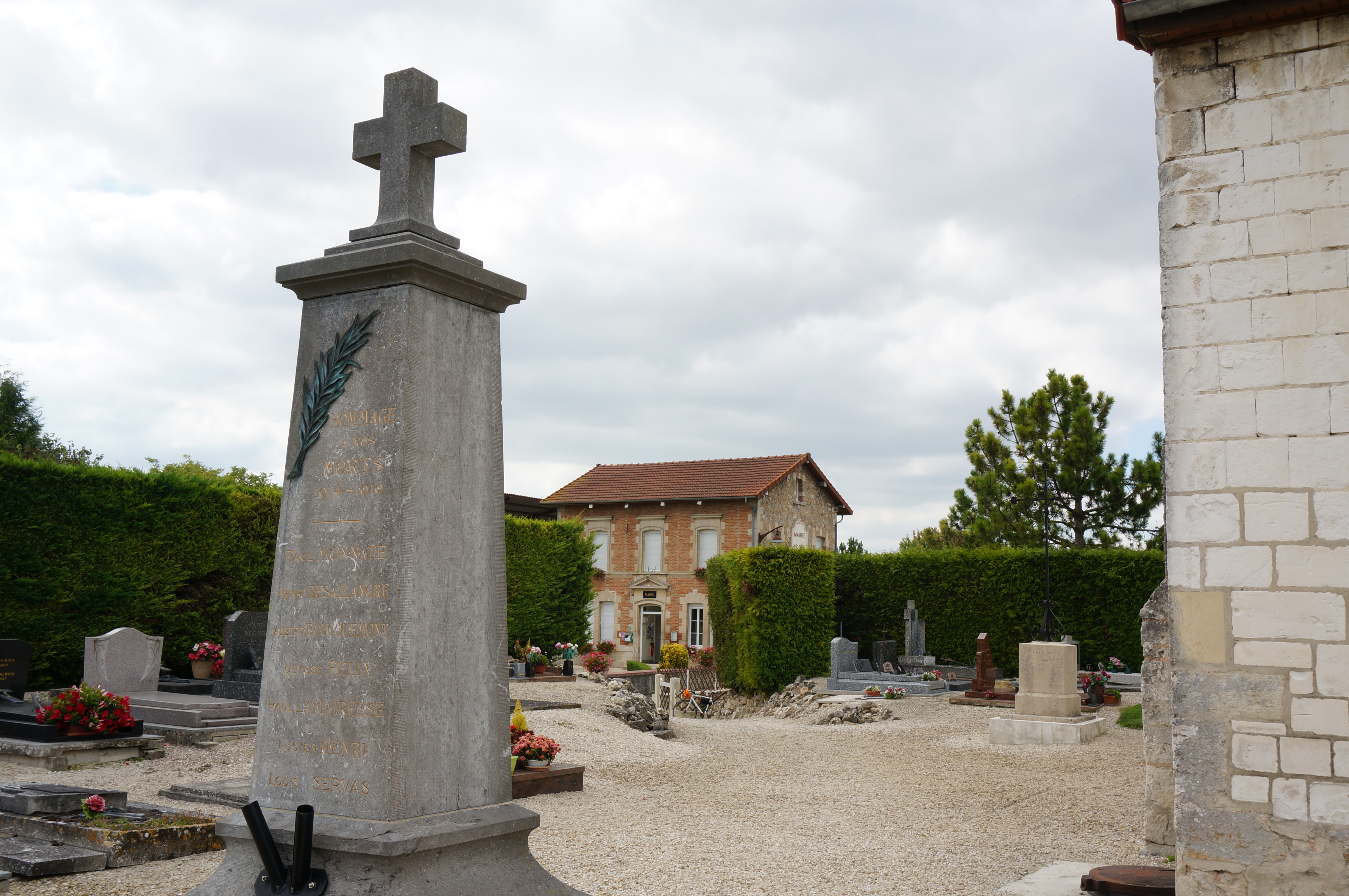
Le monument aux morts et la mairie.

### Héraldique
| Blason de Nuisement-sur-Coole | Blason  | Taillé : au 1er d'or à un mont de sinople sommé d'un noyer du même, au 2d de sinople à une gerbe de blé d'or en chef et à une roue de moulin d'argent en pointe ; à la barre ondée d'argent chargée d'une barre ondée d'azur.                                                     |
| Blason de Nuisement-sur-Coole | Détails | Le premier renvoie à l'origine du nom de Nuisement (« le mont des noyers »), le second rappelle la richesse agricole et l'ancienne activité meunière du village. Enfin, la barre ondée représente la Coole, qui arrose la commune. Création Jean-François Binon, adoptée en 2016. |